# San Juan Ozolotepec
San Juan Ozolotepec è un comune del Messico, situato nello stato di Oaxaca.